# NGC 2666
NGC 2666 је расејано звездано јато у сазвежђу Рис које се налази на NGC листи објеката дубоког неба.
Деклинација објекта је + 44° 42' 16" а ректасцензија 8h 49m 47,3s. Привидна величина (магнитуда) објекта NGC 2666 износи 12,6.